# Лоуган
Вижте пояснителната страница за други значения на Лоуган.
Лоуган (на английски: Logan) е град в окръг Кеш, щата Юта, САЩ. Лоуган е с население от 63 673 жители (2008) и обща площ от 44,2 km². Намира се на 1382 m надморска височина. ЗИП кодът му е 84321-84323, 84341, а телефонният му код е 435.